# Most w Rzuchowie
Most w Rzuchowie – drogowy most stalowy zespolony przez San w Rzuchowie, w ciągu drogi powiatowej Leżajsk-Sieniawa.

## Historia
Pierwszy polski most typu extradosed (konstrukcja powstała wcześniej niż w innych krajach Europy, a nawet świata). W 1980 podczas wzmacniania zastosowano system linowo-rozporowy z niskimi pylonami nad podporami pośrednimi. Obok mostu wodowskaz - posterunek IMiGW w Krakowie. Należy do jednych z najstarszych tego typu posterunków wodnych - założono go w 1873 roku. Długość mostu wynosi 200 m.
Od pewnego czasu stan techniczny mostu się pogarszał i w 2014 roku wprowadzono ruch wahadłowy i zakaz wjazdu pojazdom powyżej 3,5 tony. 27 marca 2017 roku most został zamknięty i rozpoczęto rozbiórkę starego mostu, aby na jego miejscu zbudować nowy most z 6-metrową jednią i chodnikiem.
Roboty budowlane zakończono w kwietniu 2018 roku, ale testy obciążeniowe wykazały, że jeden z filarów potrzebował dodatkowego wzmocnienia i z tego powodu nastąpiło kilkumiesięczne opóźnienie w oddaniu go do użytku. W sierpniu 2018 roku oddano most do użytku, a uroczystości jego otwarcia wzięła udział wojewoda podkarpacki Ewa Leniart. 